# 토마스 프리치
토마스 프리치(독일어: Thomas Fritsch, 1944년 1월 16일 ~ 2021년 4월 21일)는 독일의 배우, 성우, 가수, 영화배우, 텔레비전 배우였다.
드레스덴에서 태어났다.

## 영화
- 빌리와 용감한 녀석들 3D (2010년)
- 위니툰즈 (2009년)
- 로크 네스의 비밀 (2008년)
- 콘테미네이티드 맨 (2000년)
- 엔조이 부인 (1977년)